# 14-та армія ВПС і ППО
14-та Смоленська Червонопрапорна армія Військово-повітряних сил і Проти-повітряної оборони — військове об’єднання ВПС Російської федерації у складі Центрального військового округу зі штабом у Єкатеринбурзі на Первомайській вулиці, 94.

## Історія

### Доба СРСР
Веде початок зі створеного в 1952 році Новосибірського району ППО 3-ї категорії. Протягом року район перетворено на дивізію ППО та корпус ППО.
1960 року Новосибірський корпус ППО було перетворено на 14-ту окрему армію ППО. У її складі 57-а ракетна зенітна бригада (створена 1960 року з 185-го гвардійського зенітного ракетного полку) 1 травня 1960 року знищила розвідувальний літак США «Локхід-11-2».

### Доба РФ
1994 року армію перетворено на 6-й окремий корпус ППО.
1998 року створено 14-ту армію ВПС і ППО. До її складу увійшли частини 23-ї повітряної армії, 6-го окремого корпусу ППО й 50-го окремого корпусу ППО.
2009 року 14-та армія перетворена на 2-ге командування ВПС і ППО Центрального військового округу. До складу об’єднання ввійшли з’єднання ВПС й ППО ВКО Поволжя й Уралу, що дислоковані у Центральному військовому окрузі. З’єднання командування були розташовані на території 29 суб'єктів РФ у Приволзькому, Уральському й Сибірському федеральних округах, а також у Казахстані й у Киргизстані.
2011 року 2-ге командування стало більш авіаційним після введення до складу 8 окремих вертолітних ескадрилій.
2015 року 2-му командуванню ВПС і ППО повернено назву 14-ї армії ВПС і ППО. Частини 14-ї армії дислоковані у 12 суб'єктах РФ у Сибірському федеральному окрузі.

## Склад
На 2018 рік у складі 14-ї армії ВПС і ППО налічувалося:
- Управління армії, штаб, в/ч 71592 (Катеринбург).
- 21-а гвардійська змішана авіаційна дивізія (Челябінськ, Шагол; сформована з 6980-ї авіабази)[1][1][2]:
  - 712-й винищувальний авіаційний полк, в/ч 82873 (Канськ, Красноярський край): 21 літаків МіГ-31БМ (№№ 01, 02, 03, 04, 06, 07, 08, 10, 12, 17, 18, 19, 20, 21, 22, 23, 24, 27, 29, 37, 38);
  - 764-й винищувальний авіаційний полк, в/ч 88503 (Перм, Велике Савіно): 24 літаків МіГ-31 Б/Д3/БС.
  - 2-й гвардійський авіаційний бомбардувальний полк, в/ч 69806 (Челябінськ, аеродром Шагол): Су-34, 24 літаків Су-24М, 12 літаків Су-24МР.
- 41-а дивізія ППО, в/ч 29286 (місто Об):
  - 590-й Львівський зенітний ракетний полк, в/ч 35730 (Новосибірськ): 1 дивізіон С-300ПС, 2 дивізіони С-400;
  - 1534-й зенітний ракетний полк, в/ч 25512 (Ангарськ, Іркутська область): 3 дивізіони С-300ПМ;
  - 388-й гвардійський зенітний ракетний полк, в/ч 97646 (Ачинськ, Красноярський край): 3 дивізіони С-300ПС;
  - 341-й радіотехнічний полк, в/ч 58133 (місто Об).
- 76-а дивізія ППО, в/ч 34244 (Самара):
  - 185-й зенітний ракетний полк, в/ч 92851 (Катеринбург, Березовський): 2 дивізіони С-300ПС;
  - 511-й гвардійський зенітний ракетний Смоленський полк, в/ч 40218 (Енгельс): 2 дивізіони С-300ПС;
  - 568-й зенітний ракетний полк, в/ч 28042 (Самара): 3 дивізіони С-300ПС;
  - 340-й радіотехнічний полк, в/ч 40278 (смт Мирний, Красноярський район, Самарська область);
- 17-та бригада армійської авіації (Каменськ-Уральський; колишня 48-а авіабаза армійської авіації, в/ч 45123)[3]: 16 гвинтокрилів Мі-8, 16 гвинтокрилів Мі-24П, 2 гвинтокрили Мі-26:
  - Окремий рятувальний загін, в/ч 45123-2 (Упрун): 10 гвинтокрилів Мі-8, 4 гвинтокрили Мі-26;
  - Окремий вертолітний загін (Нижній Тагіл-39, Свердловська область): Мі-8;
- 337-й окремий вертолітний полк, (Новосибірськ, аеродром Толмачево; зформована у 2018 році з 562-ї авіабази армійської авіації)[4]: 16 гвинтокрилів Мі-24П, 20 гвинтокрилів Мі-8АМТШ (№211, №212, №213, №214, №221, №222, №223, №224, №231, №232, №233, №234, №241, №242, №243, №244, №415, №416, №417, №422);
- 390-й окремий транспортний авіаційний полк, 69806-4 (Катеринбург, Кольцово): 3 гвинтокрили Мі-8МТ (05, 05, 07), 5 літаків Ан-12 (12, 15, 16, 17, 28), 4 літаки Ан-140-100, 1 літак Іл-22М, 5 літаків Ан-26 (20, 22, 26, 27,28), Ту-134, Ту-154, 4 літаки L-410UVP-Е20;
- 999-та авіаційна база, в/ч 20022: 5 літаків Су-25СМ (80, 81, 82, 83, 84), 5 літаків Су-25, 1(?) літак Су-25УБ, 2 гвинтокрилів Мі-8, 2 дітаки Ан-26, БПЛА Орлан-10 й Форпост;
- Авіаційна тилова база, в/ч 13849 (Омськ).